# Popoluca d'Oluta
El Popoluca d'Oluta o olutec és una llengua mixezoque de la branca mixe parlada per unes 30 persones a Oluta, en l'estat mexicà de Veracruz.

## Descripció lingüística

### Gramàtica
L'olutec és una llengua ergativa i amb marcatge de nucli. Igual que en altres llengües mixeoques, la morfologia verbal fa distinció entre les oracions principals i les oracions subordinades presentat marques d'aspecte i persona gramatical diferents segons el verb estigui en una l'oració principal o en una oració subordinada.